# La Ondo de Esperanto
La Ondo de Esperanto és una revista en la llengua auxiliar internacional esperanto editada a Rússia.
A la seva primera època va aparèixer a Moscou entre febrer de 1909 i maig de 1917. Als anys noranta del segle xx va reprendre l'edició l'editorial Sezonoj, situada ara a Kaliningrad. Del 1991 al 1997 va aparèixer 6 vegades l'any i des de llavors ho fa mensualment. En aquesta nova etapa, el redactor de la revista és Aleksandr Korzhenkov i l'editora i administradora Halina Gorecka.
A diferència d'altres revistes escrites en esperanto i que es preocupen per oferir notícies i anàlisis d'actualitat d'arreu del món, com Monato o la versió en esperanto de Le Monde Diplomatique, La Ondo centra els seus articles en temes que tenen a veure directament amb la comunitat i la cultura esperantistes. Per exemple, són habituals els textos sobre congressos, festivals, ressenyes de llibres o fets i personatges de la història del moviment esperantista. Des de 2010 n'existeix una versió digital, La Balta Ondo i aquí sí que hi ha alguns apartats i blogs que van més enllà dels debats sobre la llengua internacional, tractant-hi assumptes relacionats, com els drets lingüístics, els conflictes lingüístics o la justícia lingüistica.
En el món esperantista, la revista és coneguda per organitzar diversos concursos internacionals en esperanto. Així, des de 1982 cada any organitza el concurs literari internacional Liro. Fins al 2012, aquest certamen incloïa diverses categories de prosa i poesia (algunes vegades també ressenyes i caricatures), tant pel que fa a creacions originals, com a traduccions. En l'actualitat, el concurs consisteix a traduir un dels dos textos proposats en llengua anglesa i russa a l'esperanto i, per tant, bona part dels qui han obtingut aquest guardó els darrers anys són escriptors i traductors anglo-saxons o que tenen el rus com a llengua materna. Els guardonats inclouen reconeguts traductors i escriptors, com Sten Johansson o Paul Gubbins. Des de 1998 la revista proclama també annualment l'Esperantista de l'Any, guardó que han obtingut personalitats com William Auld, Kep Enderby, Chuck Smith, Bertilo Wennergren o Mireille Grosjean. També organitza annualment un concurs internacional de fotografia.